# Halle-Ingooigem 2014
La Halle-Ingooigem 2014, sessantasettesima edizione della corsa e valevole come evento dell'UCI Europe Tour 2014 categoria 1.1, si svolse il 25 giugno 2014 su un percorso di 199,9 km, con partenza da Halle e arrivo a Ingooigem, in Belgio. La vittoria fu appannaggio del francese Arnaud Démare, il quale completò il percorso in 4h39'19", alla media di 42,941 km/h, precedendo i belgi Kris Boeckmans e Michael Van Staeyen.
Sul traguardo di Ingooigem 157 ciclisti, su 169 partiti da Halle, portarono a termine la competizione.

## Squadre e corridori partecipanti
| N.      | Cod. | Squadra                      |
| ------- | ---- | ---------------------------- |
| 1-8     | TFR  | Trek Factory Racing          |
| 11-18   | LTB  | Lotto-Belisol                |
| 21-28   | OPQ  | Omega Pharma-Quickstep       |
| 31-38   | FDJ  | FDJ.fr                       |
| 41-48   | GIA  | Team Giant-Shimano           |
| 51-58   | BEL  | Belgio                       |
| 61-68   | TSV  | Topsport Vlaanderen-Baloise  |
| 71-78   | WGG  | Wanty-Groupe Gobert          |
| 81-88   | AND  | Androni Giocattoli-Venezuela |
| 91-98   | COF  | Cofidis, Solutions Credits   |
| 101-108 | RLM  | Roubaix-Lille Metropole      |

| N.      | Cod. | Squadra                        |
| ------- | ---- | ------------------------------ |
| 111-118 | SKT  | An Post-Chainreaction          |
| 121-128 | JTW  | Josan-ToWin Cycling Team       |
| 131-138 | SUN  | Sunweb-Napoleon Games          |
| 141-148 | PCW  | T.Palm-Pôle Continental Wallon |
| 151-158 | MMM  | Team 3M                        |
| 161-168 | SGT  | Team Stuttgart                 |
| 171-178 | TFC  | Telenet-Fidea                  |
| 181-188 | VGS  | Vastgoedservice-Golden Palace  |
| 191-198 | VER  | Veranclassic-Doltcini          |
| 201-208 | WIL  | Vérandas Willems               |
| 211-218 | WBC  | Wallonie-Bruxelles             |

## Ordine d'arrivo (Top 10)
| Pos. | Corridore           | Squadra       | Tempo    |
| ---- | ------------------- | ------------- | -------- |
| 1    | Arnaud Démare       | FDJ.fr        | 4h39'19" |
| 2    | Kris Boeckmans      | Lotto-Belisol | s.t.     |
| 3    | Michael Van Staeyen | Topsport      | s.t.     |
| 4    | Nikolas Maes        | Omega Pharma  | s.t.     |
| 5    | Baptiste Planckaert | Roubaix       | s.t.     |
| 6    | Louis Verhelst      | Cofidis       | s.t.     |
| 7    | Roy Jans            | Wanty-Gobert  | s.t.     |
| 8    | Boy van Poppel      | Trek Factory  | s.t.     |
| 9    | Yves Lampaert       | Topsport      | s.t.     |
| 10   | Adrien Petit        | Cofidis       | s.t.     |